# Evangelický kostel (Habřina)
Evangelický kostel v Habřině u Úštěka je pozdně empírový kostel na severozápadním okraji vsi Habřina, v současnosti neužívaný a zdevastovaný. Od roku 2001 je chráněn jako kulturní památka ČR.
Vystavěn byl v letech 1850–1853 evangelickým sborem s finanční pomocí spolku Gustav-Adolf-Verein. Kostel byl centrem evangelíků ze severních Čech a byl navštěvován věřícími z Děčína a Růžové. V meziválečném období sloužil Německé evangelické církvi. Po odsunu německého obyvatelstva po druhé světové válce přestal byt kostel využíván k bohoslužebným účelům a sloužil jako pomocná stavba zemědělské výroby; uvnitř kostela byla vybudována železobetonová konstrukce. V roce 2008 byl pokryt novou střechou. Současným vlastníkem kostela je město Úštěk.
Kostel byl vystavěn jako jednolodní s emporou, apsidou a věží v ose lodi. Zdi kostela byly původně pokryty ornamentální výmalbou a biblickými texty. Zvon z habřinského kostela je v současné době umístěn v kostele v obci Chotiněves.
Vedle kostela se nachází budova z roku 1851, v níž sídlila fara a škola. Vedle kostela byla v roce 1911 vystavěna i budova církevního sirotčince, která byla po druhé světové válce zdevastována a následně stržena.